# 方響
方響（ほうきょう）は、中国の伝統的な体鳴楽器である。編磬と同様の台に音高の異なる複数の長方形の鉄板を並べてぶらさげ、バチで叩くことによって旋律を奏でることができる。八音では「金」に属する。現代中国ではほとんど使われていない。韓国に伝播した。日本にも伝播したが滅んだ。

## 歴史

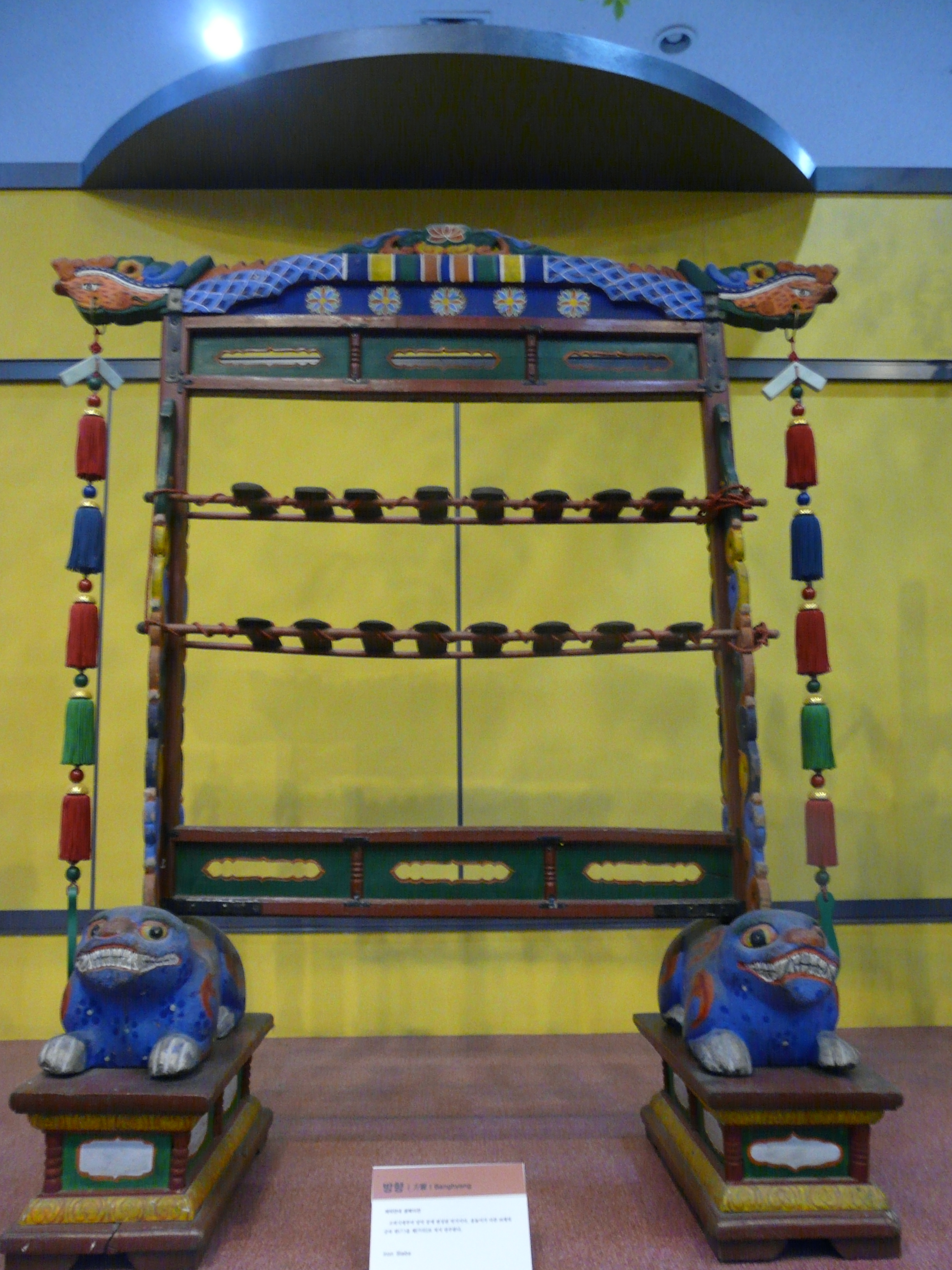
韓国の方響（国立国楽博物館）

方響は北周の時代（6世紀後半）に存在し、16枚の鉄板から成り立っていたという。また、南朝の梁の「銅磬」という楽器が方響の一種であったかもしれないともいう。
唐の燕楽でも方響は用いられた。日本では吉備真備が735年に唐から持ち帰って聖武天皇に献上した楽器の中に方響がある。正倉院には鉄方響（てつのほうきょう）と称する方響に使われた鉄板9枚が現存し、1875年（明治8年）に作られた模造（復元）品を東京国立博物館が所蔵する。
宋・元でも燕楽で使われた。雅楽では使われなかったが、清の雅楽の一種である丹陛楽では方響が使われている。
現在日本では、正倉院復元楽器としての方響が前述の1875年（明治8年）に作られたものをはじめ複数存在するが、方響の伝承曲は現存していないため、西洋音楽系の楽曲の編曲や現代音楽等に利用されている。